# 王思政
王 思政（おう しせい、? - 550年）は、中国の南北朝時代の軍人。字は思政。本貫は太原郡祁県。

## 経歴
州主簿の王佑の子として生まれた。成長すると容貌魁偉で、計略術策の才能があった。北魏の正光年間、員外散騎侍郎を初任とした。正光5年（524年）、宿勤明達らが豳州・華州で反乱を起こすと、北海王元顥が軍を率いて討伐にあたり、思政はその下で従軍して、軍議に参与した。元顥が洛陽に帰ると、思政は汝陽公元脩に賓客として召されて、厚遇された。太昌元年（532年）、元脩（孝武帝）が皇帝に即位すると、思政は安東将軍の号を受け、祁県侯に封じられた。高歓との対立が深まる孝武帝にたのみにされ、中軍大将軍・大都督に任じられ、宿衛の兵を統率した。思政は関中に入って宇文泰と同盟するよう孝武帝に勧めた。永熙3年（534年）、孝武帝が関中に入ると、思政は太原郡公の爵位を受けた。
西魏が建てられると、思政は宇文泰に忠誠を誓って、驃騎将軍の号を受けた。大統3年（537年）、独孤信の下で洛陽攻略に参戦し、陥落後は洛陽に駐屯した。大統4年（538年）、河橋・邙山の戦いに参戦し、下馬して長矟を左右に振るいながら奮戦した。敵陣に深入りして重傷を負い、一度は東魏軍に捕まったものの、将帥と思われなかったために釈放された。帳下督の雷五安に助けられて、夜半に自陣に帰ることができた。そのまま弘農に駐屯した。思政は玉壁の地が難攻の要地であるとみなして、築城を願い出て、ここに移鎮した。玉壁に駐屯したまま、并州刺史に転じた。
大統8年（542年）、東魏の高歓が玉壁に進攻してきたが、思政は防備を整えていたため、昼夜を分かたぬ包囲攻撃を受けても城を守り抜き、東魏軍を撤退に追いこんだ。功績により驃騎大将軍の号を受け、再び弘農に駐屯するよう命じられた。玉壁を去るにあたって、宇文泰に代任の推薦を求められ、思政は部下の都督の韋孝寛を推挙した。後に東魏が再び玉壁に進攻してきたとき、韋孝寛はやはり玉壁を守り抜いた（玉壁の戦い）。弘農に入った思政は、城郭を修理し、楼櫓を建て、農業を経営し、食糧を備蓄して、防備を整えた。
大統12年（546年）、特進の位を加えられ、尚書左僕射・行台・都督・荊州刺史の任を兼ねた。荊州では城の堀の多くが壊れていたため、思政は都督の藺小歓に命じて工匠を動員し、これらを修理させた。ときに黄金30斤を掘り当てたが、「人臣が私に有するは宜しからず」と言って、封を施して長安に送ったため、宇文泰からの賞賛を受けた。
大統13年（547年）、侯景が東魏に叛き、梁・鄭の地で東魏軍の攻撃を受けた。侯景は西魏に来援を求めた。思政は荊州の1万あまりの兵を率いて、魯関から陽翟に向かい、潁川に入って駐屯した。侯景は豫州に向かい、南朝梁に降伏してしまった。思政は諸軍を分遣して、侯景の拠っていた7州12鎮を占領した。宇文泰は侯景に授けていた使持節・太傅・大将軍・兼中書令・河南大行台・河南諸軍事の任を思政に与えることとしたが、思政は固辞して受けなかった。しきりに使者が説得に来たため、河南諸軍事の任だけを受けた。
大統14年（548年）、大将軍に任じられた。9月、東魏の太尉の高岳や行台の慕容紹宗と儀同の劉豊らが、10万の兵を率いて潁川に攻め寄せた。東魏軍は昼夜を分かたず攻め立てたが、陥落しないとみると、洧水をせきとめて城を水攻めにした。大統15年（549年）4月、慕容紹宗と劉豊および慕容永珍が船に乗って視察していたところ、にわかに暴風が起こって船は城下に吹き流された。慕容紹宗は水に身を投げて死に、劉豊は矢に当たって斃れた。思政の兵が船を鹵獲すると、慕容永珍をも捕らえることができた。思政は手ずから慕容永珍を斬り、慕容紹宗の遺体を収容させて、礼をもって埋葬した。
5月、東魏の高澄がこのことを聞くと、11万の兵を率いて潁川に来攻した。高澄自らが堰下で工事を督励すると、城に向けて流れ込む水量は増え、城の北面が崩壊し、城内は足を置く場もなくなった。思政は天を仰いで慟哭し、西向きに再拝して自刎しようとしたが、都督の駱訓に止められた。高澄が常侍の趙彦深を派遣して説得すると、思政は東魏に降伏し、高澄と面会した。高澄は思政を厚く礼遇した。
天保元年（550年）、北斉が建てられると、思政は都官尚書・儀同三司となった。死去すると、本官に加えて兗州刺史の位を追贈された。

## 子女

### 男子
- 王元遜（潁川陥落により、父と行をともにした）[15]
- 王秉（太原公）[14][16]
- 王揆（中都県侯、後に公に進んだ）[15]
- 王邗（西安県侯）[15]
- 王恭（忠誠県伯）[15]
- 王幼（顕親県伯）[15]

### 女子
- 王氏（斉郡君）[15]

## 伝記資料
- 『周書』巻18 列伝第10
- 『北史』巻62 列伝第50